# Chota
Chota es una ciudad peruana, capital del distrito y de la provincia homónimos en el departamento de Cajamarca. Está situada a 2388 m s. n. m. en la vertiente oriental de la cordillera de los Andes,  a 150 km al norte de Cajamarca y a 219 km al este de Chiclayo.
Según cifras del INEI, Chota es la tercera ciudad más poblada del departamento y la 52a más poblada del país con 51 231 habitantes en 2020.
Desde el punto de vista jerárquico de la Iglesia católica es la sede de la Prelatura de Chota y Cutervo.

## Toponimia
El vocablo Chota proviene del mochica chot que significa 'templo' o 'adoratorio'. Aunque existen otras teorías esta es la más pausible ya que, según la Miscelanea Antartica de Cabello Balboa, cuando el mítico Naylamp desembarcó, mandó construir un chot donde colocaron a su dios Llampallec. Posteriormente Acunta, el penúltimo de los descendientes de Naylamp, haría lo mismo en sus expediciones a los Andes y mandaría a construir otro chot de donde deviene el actual nombre de la ciudad. 
Hoy en día hay nuevas teorías sobre el nombre de la ciudad: Teorías del Nombre Chota

## Historia

### Época prehispánica
Los primeros habitantes de la provincia muy posiblemente estuvieron en la vertiente del Marañon donde existe abundante evidencia de pinturas rupestres, especialmente en los distritos de Pion, Chimban y Choropampa.
En tiempos preincaicos, los territorios chotanos además fueron ocupados y/o recibieron influencia de culturas como los chavín, huari y mochica de las cuales quedan vestigios arqueológicos de mucha importancia como Pacopampa un complejo arqueológico de características Chavin ubicado en el distrito de Querocoto, en dicho lugar se ha encontrado a la mujer gobernate más antigua del antiguo Perú, La Dama de Pacopampa. Otros sitios arqueológicos parecen haber sido utilizados en distintas etapas como muestran las chullpas (del quechua: Tumba) que son muy características de la zona, como las de Negropampa, Marcopampa, Chiguirip, Chetilla, Cutaxi, etc. Estos lugares muestran rasgos de haber sido influenciados por la Cultura chavín, Cultura moche, Cultura wari Debido a la forma de su arquitectura, construcción y diversos tallados como del dragón lunar y el Ai Apaec que son muy propios de los moche. En el complejo arqueológico Chetilla y en los Mausoleos de Huangamarca son 2 lugares evidencia de influencia de la Cultura chachapoyas. 
Para algunos autores existe evidencia que estas tierras estuvieron divididas por dos grandes reinos al occidente los Wambos y al oriente los Chetilla, teniendo como división el río chotano, esta afirmación se basa en las diferencias marcadas en cuanto a expresiones arqueológicas. Los wambos habrián llegado a limitar por el norte con los Bracamoros, al oeste con los mochica al sur con los Caxamarca y al oeste con los chetilla estos últimos habrían tenido como capital al complejo arqueológico de Chetilla, una inmensa ciudadela oculta por la vegetación y destruida por la mano del hombre y el paso del tiempo. 
Para Waldemar Espinoza donde actualmente se encuentra la ciudad de Chota y hacia el oriente hasta el marañon era parte de la huaranga de Bambamarca por lo tanto de los Caxamarca, es decir Chota no perteneció a los Huambos. 
Los incas incorporaron el territorio de la actual provincia, en su penúltima fase de expansión, llevada a cabo por Túpac Yupanqui a mediados del siglo XV, para algunos los wambos se someterían de forma más amistosa mientras que los chetilla influenciados por los Chachapoyas opondrián más resistencia aunque esta no duraría mucho como la de aquellos, por eso mismo los Wambos también recibieron más favores por parte de los incas, como la construcción de un gran tambo real que servia de descanso al inca en sus viajes y la construcción de caminos que perduran hasta hoy mientras que los chetilla por su resistencia no se verían tan favorecidos.

### Época colonial española
La fundación de la ciudad de Chota es motivo de debate ya que no existes evidencias ni pruebas y sus defensores no han podido demostrarlo aun así se ha vuelto conatumbre celebralo el 1 de noviembre de cada año y se dice que fue fundada por el Fraile agustino P. Juan  Ramirez O.S.A. en 1552 con el nombre de Todos los Santos de Chota. 
Las nuevas evidencias dicen que la ciudad surgió como consecuencia de traslado de indígenas desde el pueblo de Todos Los Santos de Llaucan.
En un inicio la ciudad perteneció al corregimiento de los Huambos o Wambos donde también se encontraba la capital, pero posteriormente la ciudad capital cambiaría hacia la actual ciudad de Chota y a la postre Huambos pasaría ser un distrito y la provincia a llamarse Chota
La proclamación de la Independencia de Chota fue el 12 de enero de 1821 por el alcalde Inocencio Consanchillon.

### Época republicana
El 6 de febrero de 1821 es elevada a la categoría de provincia para aquel entonces comprendía las actuales provincias de Hualgayoc, Santa Cruz y Cutervo, en 1870 las dos primeras pasarían a ser una provincia aparte mientras que en 1910 haría lo mismo Cutervo
Durante la guerra del Pacífico, después de la batalla de San Pablo el ejército chileno ingresó a la localidad, ante eso el pueblo decidió envenenar las aguas del río Colpamayo con el fin de hacer pasar un mal rato a los invasores. Al percatarse de eso, los chilenos ordenaron el incendio de la ciudad. El incendio inició el 29 de agosto de 1882 y duró 3 días, en represalia a múltiples actos en contra del invasor chileno, la mayoría de casas de la ciudad cayeron, la iglesia también fue incendiada, salvándose la Imagen de la Patrona, María Inmaculada, cuyo dogma fue proclamado el día 8 de diciembre. Posteriormente, la ciudad fue reconstruida, es durante la Guerra del Pacífico que Chota tiene a uno de sus personajes más representativo el Crnel. José M. Becerra Silva.
En 1924 se produce el levantamiento revolucionario en armas contra el gobierno de Leguia, esta rebelión tuvo un rápido apaciguamiento tras la captura de sus principales cabecillas el político Arturo Osores y el militar Samuel del Alcázar, continuaria levantado en armas Eleodoro Benel de quien su figura es muy controvertida ya que para algunos fue un bandolero abusivo que defendía sus intereses y castigaba a quienes no lo apoayban mientras que para otros es un rebelde luchador por la libertad, Benel cayó en 1927 y con ello la revolución llegó a su fin.
El 29 de diciembre de 1976 en Cuyumalca muy cerca de la ciudad se formarían las Rondas Campesinas del Perú ante el hartazgo del bandolerismo y abigeato, los ronderos tendrían un papel importante posteriormente en la lucha contra el terrorismo.

## Servicios públicos

### Salud
La infraestructura de salud de la ciudad de Chota comprende al hospital José Soto Cadenillas, establecimiento perteneciente al Ministerio de Salud (MINSA) que presta servicios de alta especialización diversificada. Atiende a la población urbana y rural.
Asimismo, existen postas de salud en los diversos caseríos y centros poblados, que prestan atención primaria de salud; además de un hospital Essalud, algunas clínicas particulares, entre otros centros médicos.

## Transporte

### Vía aérea
Aeropuerto de Chota (planificado). 
Chota solo cuenta con un pequeño helipuerto, pero se tiene planeado construir un aeropuerto que sirve de puerta principal hacia la provincia. Hasta el momento, el aeropuerto más cercano es el Aeropuerto Mayor General FAP Armando Revoredo Iglesias, el cual sirve a la ciudad de Cajamarca y cuenta con servicio diario de vuelos regulares.

### Vías terrestres
La ciudad de Chota se encuentra a 150 km al norte de Cajamarca a través de la Carretera Longitudinal de la Sierra (PE-3N) de sur a norte, bordeando las localidades de Hualgayoc y Bambamarca, a unas tres horas y media en automóvil por carretera parcialmente asfaltada y afirmada.
También se puede llegar desde Chiclayo, la cual se encuentra a 219 km al oeste a través de una vía de penetración asfaltada (PE-06 A y PE-3N), a unas cinco horas en automóvil.

### Transporte urbano
El vehículo público más usado en la ciudad es el mototaxi o motocarro. Es un medio de transporte económico y muchas unidades dan servicio a toda la ciudad e incluso hasta algunas localidades cercanas. También hay autobuses y camionetas rurales que llevan a los caseríos más cercanos.

## Cultura

### Festividades
La principal festividad de la ciudad es la de San Juan Bautista. Se inicia el 13 de junio con la entrada triunfal en procesión, teniendo al 24 de junio como día central. Las actividades que se realizan son:
- El día de la identidad chotana, celebrado el día 22 de junio, donde se rinde homenaje a Manuel José Becerra Silva y Anaximando Vega Mateola, héroe de la independencia y poeta respectivamente. Ambos son personajes ilustres de Chota.

- La festividad de Sanjuanpampa, realizada en el fundo Corepuquio y donde se realizan verbenas y conciertos, los días 23 y 24 de junio. También se lleva a cabo aquí la exposición de manifestaciones culturales como comidas típicas, danzas típicas, concurso de caballos de paso, corridas de toros, motocross y fulbito, pero en horario diurno.

- La elección de la belleza campesina Flor de Chota, donde compiten señoritas de todos los caseríos y centros poblados del distrito de Chota. Se lleva a cabo en dos fases: eliminatoria y la gran final, los días 23 y 24 de junio respectivamente.

- Durante los días 25, 26 y 27 de junio se celebran corridas de toros con cartel internacional en la famosa plaza de toros El Vizcaíno, la segunda más importante en el Perú después de la plaza de toros de Acho en Lima. Por esta razón es considerada la Capital Taurina del Norte del Perú.

### Tradiciones
- Flor del Chot o reinado campesino
- Danza de los maichilejos
- Landaruto
- Botaluto
- Parbulo
- Pararaico
- Pediche
- Carnavales
- Tauromaquia
- Caballos de paso

## Autoridades
La ciudad como capital de la provincia de Chota está gobernada por la Municipalidad Provincial de Chota, que tiene competencia en todo el territorio provincial. No existe una autoridad restringida a la ciudad. Para el período 2023 - 2026, la municipalidad provincial está constituida por el político y médico Aníbal Gálvez.

## Clima
La ciudad presenta por lo general un clima templado. Las precipitaciones se dan debido al Fenómeno del Niño de forma cíclica. Por la cercanía a la Línea Ecuatorial y por ser una ciudad ubicada en piso térmico bajo, tiene un invierno suave y un verano caluroso y lluvioso de noviembre a abril. La temperatura promedio es de 17.8 °C.
| Parámetros climáticos promedio de Chota | Parámetros climáticos promedio de Chota | Parámetros climáticos promedio de Chota | Parámetros climáticos promedio de Chota | Parámetros climáticos promedio de Chota | Parámetros climáticos promedio de Chota | Parámetros climáticos promedio de Chota | Parámetros climáticos promedio de Chota | Parámetros climáticos promedio de Chota | Parámetros climáticos promedio de Chota | Parámetros climáticos promedio de Chota | Parámetros climáticos promedio de Chota | Parámetros climáticos promedio de Chota | Parámetros climáticos promedio de Chota |
| Mes                                     | Ene.                                    | Feb.                                    | Mar.                                    | Abr.                                    | May.                                    | Jun.                                    | Jul.                                    | Ago.                                    | Sep.                                    | Oct.                                    | Nov.                                    | Dic.                                    | Anual                                   |
| --------------------------------------- | --------------------------------------- | --------------------------------------- | --------------------------------------- | --------------------------------------- | --------------------------------------- | --------------------------------------- | --------------------------------------- | --------------------------------------- | --------------------------------------- | --------------------------------------- | --------------------------------------- | --------------------------------------- | --------------------------------------- |
| Temp. máx. media (°C)                   | 22.3                                    | 21.8                                    | 21.7                                    | 21.6                                    | 22.2                                    | 22.2                                    | 21.7                                    | 21.8                                    | 21.9                                    | 22.1                                    | 22.5                                    | 22.6                                    | 22                                      |
| Temp. media (°C)                        | 16                                      | 15.6                                    | 15.6                                    | 15.4                                    | 15                                      | 14.4                                    | 14.1                                    | 14.3                                    | 14.8                                    | 15.4                                    | 15.4                                    | 15.5                                    | 15.1                                    |
| Temp. mín. media (°C)                   | 9.8                                     | 9.5                                     | 9.5                                     | 9.3                                     | 7.8                                     | 6.6                                     | 6.6                                     | 6.9                                     | 7.8                                     | 8.8                                     | 8.4                                     | 8.5                                     | 8.3                                     |
| Fuente: climate-data.org                |                                         |                                         |                                         |                                         |                                         |                                         |                                         |                                         |                                         |                                         |                                         |                                         |                                         |